# Плеханов, Николай Иванович
Николай Иванович Плеханов (1901—1973) — советский живописец, художник-реставратор. Член Союза художников СССР.

## Биография
Родился в 1901 году в Самаре в семье типографского наборщика.
Получил художественное образование в Самарском художественно-педагогическом техникуме, где сошелся с В.П. Ефановым и Н.М. Ромадиным – известными впоследствии советскими художниками. Затем учился живописи в Москве в студиях Д. Н. Кардовского (в «Студии на Тверской художника К. П. Чемко», 1923—1925) и В. Н. Яковлева (1925—1931). С 1925 года специализировался в художественной реставрации под руководством Д.Ф. Богословского, позже под руководством И. Э. Грабаря.
Работал как художник-живописец и художник-реставратор. В 1950-1960 годы организовал в Москве свою художественную студию, из которой вышли многие именитые художники и реставраторы.
Умер в 1973 году в Москве. Похоронен в Москве на Ваганьковском кладбище.

## Творчество
Как художник Николай Плеханов занимался преимущественно живописью: писал пейзажи, портреты, жанровые картины. Будучи реставратором, он глубоко изучил большое разнообразие течений живописи и опирался на них в формировании уникальных черт его собственного стиля. Искусствоведы отмечают в его работах влияние испанского караваджизма и барокко, нидерландского возрождения, русского критического реализма, неоклассицизма и даже элементы сюрреализма, амальгама которых формирует его характерную творческую индивидуальность. Сюжеты для своих работ Н.И. Плеханов часто черпал из путешествий по стране. Многие из его работ были написаны в окрестностях села Кадницы Нижегородской области, куда он многократно приезжал в 1930—1960 годы. Также можно выделить целую группу картин, которые были выполнены под впечатлением поездки художника в Мурманск и на остров Кильдин в первой половине 1930-х годов.
Как художник-реставратор Н.И. Плеханов работал в ГЦХРМ, где до 1947 года заведовал отделом реставрации станковой масляной живописи. Он входил в состав Постоянной Реставрационной комиссии Комитета по делам искусств при СНК СССР, осуществлявшей контроль за проводившимися в стране реставрационными работами. Среди наиболее значительных реставрационных трудов Николая Плеханова восстановление фресок XII века Дмитриевского собора во Владимире, которое включало снятие более поздних масляных записей и перенос фресок на холст (в сотрудничестве с Ст.С. Чураковым), реставрация росписи соборов и теремов Московского Кремля, Бахчисарайского дворца в Крыму, а также выполнение сложной операции по переводу на холст стенной живописи М. А. Врубеля в Кирилловской церкви в Киеве (в сотрудничестве с Ст.С. Чураковым и С.Я Бабкиным). Он принимал активное участие в воссоздании панорам «Оборона Севастополя» и «Бородинская битва» Франца Рубо.
В настоящее время его художественные работы размещены в Третьяковской галерее и ряде других музеев страны, а также в частных коллекциях. Самая весомая подборка (36 работ) хранится на родине художника в Самарском областном художественном музее. Другое крупное собрание его полотен экспонируется в частной галерее в Портленде, штат Орегон, США.